# Kelly Bray
Kelly Bray – wieś w Anglii, w Kornwalii. Leży 98 km na północny wschód od miasta Penzance i 314 km na zachód od Londynu.